# Klein-Pöchlarn
Klein-Pöchlarn là một thị xã thuộc huyện Melk trong bang Niederösterreich.